# ギンザ・グラフィック・ギャラリー
ギンザ・グラフィック・ギャラリー（英・ginza graphic gallery、略称・ggg、通称・スリージーなど）は、東京都中央区銀座にあるグラフィックデザインを専門に扱うギャラリー。

## 概要
ギンザ・グラフィック・ギャラリーは1986年に大日本印刷の文化事業の一環として設立された。国内でも有数のグラフィックデザインを専門とするギャラリーであり、現在は公益財団法人DNP文化振興財団によって運営されている。
展示企画と連携してレクチャー、ギャラリートークの開催や、gggBooks（世界のグラフィックデザイン）シリーズなどの出版活動も行っている。1991年には大阪にdddギャラリーが設立。監修は永井一正。ロゴデザインは田中一光。

## 年譜[4]
- 1986年 - 3月4日に開設。同日から第1回展覧会『大橋正展　野菜のイラストレーション』開催。
- 1991年 - 11月5日、大阪・堂島にdddギャラリーが設立。[3]12月、'91 Tokyo ADC展開催。以後、93年から毎年開催される。
- 1992年 - 3月、第4回TDC展開催。以後、毎年開催される。
- 1996年 - 11月、『Graphic Wave 1996 青木克憲＋佐藤卓＋山形季央』が開催。以後、毎年『Graphic Wave』として開催し、2006年まで継続。
- 2007年 - 5月4日、dddギャラリーが大阪・南堀江に移転。[3]
- 2014年 - 10月9日、dddギャラリーが京都・太秦に移転。[3]
- 2016年 - 3月、30周年を迎える。展示室内の温湿度を管理するシステム導入のためリニューアルを行う。2階に図書の閲覧スペースを増設。[5]工事中に開催された『祖父江慎＋コズフィッシュ展　ブックデザイ』はggg共同企画として日比谷図書文化館で開催された。[6]30周年企画展『明日に架ける橋 gggポスター1986-2016』を開催。[7]